# سانتا کروز (نیومکزیکو)
سانتا کروز (به انگلیسی: Santa Cruz) یک منطقهٔ مسکونی در ایالات متحده آمریکا است که در شهرستان سنتافه، نیومکزیکو واقع شده‌است. سانتا کروز ۱٫۸ کیلومتر مربع مساحت و ۴۲۳ نفر جمعیت دارد و ۱٬۷۲۶ متر بالاتر از سطح دریا واقع شده‌است.